# Liste der Kulturgüter in Brienz
Die Liste der Kulturgüter in Brienz enthält alle Objekte in der Gemeinde Brienz im Kanton Bern, die gemäss der Haager Konvention zum Schutz von Kulturgut bei bewaffneten Konflikten, dem Bundesgesetz vom 20. Juni 2014 über den Schutz der Kulturgüter bei bewaffneten Konflikten sowie der Verordnung vom 29. Oktober 2014 über den Schutz der Kulturgüter bei bewaffneten Konflikten unter Schutz stehen.
Objekte der Kategorie A und B sind vollständig in der Liste enthalten, Objekte der Kategorie C fehlen zurzeit (Stand: 28. Januar 2024). Unter übrige Baudenkmäler sind geschützte Objekte zu finden, die im Bauinventar des Kantons Bern als «schützenswert» verzeichnet sind.

## Kulturgüter
| Foto |                                                                                    | Objekt | Kat. | Typ | Standort                             | Beschreibung |
| ---- | ---------------------------------------------------------------------------------- | --- | ---- | --- | ------------------------------------ | --- |
| ja   | Datei hochladen · Wikidata zu Hotelkomplex Giessbach (Q98532706)                   | Hotelkomplex Giessbach mit Grandhotel, Schiffanlegestelle, Bahnanlage, Fussgängerbrücke und Park KGS-Nr.: 00810 | A    | G   | Giessbach 1201, 1202 644697 / 176191 | 1875 von Horace Edouard Davinet erbautes Grand Hotel, obere Stockwerke 1884 nach einem Brand rekonstruiert. Der repräsentative Massivbau mit klassizistischer Grundhaltung besitzt Anklänge an den Schweizer Holzstil. Er besteht aus dem Haupttrakt mit Mittelrisalit und monumentaler Pfeilerportikushalle sowie zwei durch polygonale Ecktürmchen verbundene Seitentrakte. Zum kulturhistorisch wertvollen Ensemble gehört auch die 1879 eröffnete Giessbachbahn.                                                                |
| BW   | Datei hochladen · Wikidata zu Mittelalterliche/neuzeitliche Alpwüstung (Q19362543) | Mittelalterliche/neuzeitliche Alpwüstung KGS-Nr.: 09556                                                         | A    | F   | Axalp 645730 / 172124                | Überreste eines Pferchsystem mit acht Gehegen, welche mit Trockenmauern gebildet wurden. |
| ja   | Datei hochladen · Wikidata zu Bahnhof Brienz BRB (Q33510469)                       | Bahnhof SBB, Talstation der Brienz-Rothorn-Bahn KGS-Nr.: 00808                                                  | B    | G   | Hauptstrasse 149 645860 / 178370     | Von 1890 bis 1892 erbaute, lang gezogene Ständerkonstruktion auf Mauersockel aus rustizierten Granitblöcken. Schwach geneigtes Walmdach mit Firststangen über trapezoidem Grundriss, durchstossen von einem risalitartigen Turmvorbau. Die Bausubstanz ist intakt im originalen Zustand erhalten geblieben. |
| ja   | Datei hochladen · Wikidata zu Kirche und Pfarrhaus (Q29651867)                     | Reformierte Kirche und Pfarrhaus KGS-Nr.: 00811                                                                 | B    | G   | Chilchgasse 1, 5 644675 / 178500     | Im Kern bis ins 12. Jahrhundert zurückreichendes Kirchengebäude. Nach Umbauten zu Beginn des 16. und Ende des 17. Jahrhunderts präsentiert es sich als Saalkirche mit polygonalem Chorabschluss unter einem barocken Walmdach. Der Kirchturm mit Pyramidendach ist romanisch geprägt. Flachschnitzereien an Empore und Kanzel von Hans Huggler-Wyss als Teil der Gesamtrenovation 1939/40. Das Pfarrhaus, erbaut in den Jahren 1731 bis 1734, ist ein Putzbau im Stil einer Berner Campagne unter leicht genicktem Viertelwalmdach. |

## Übrige Baudenkmäler
Hinweis: Anstelle der KGS-Nummer wird als Objekt-Identifikator (ID) die Grundstücksnummer verwendet.
| ID               | Foto |                                                          | Objekt                                                            | Typ | Standort                                              | Beschreibung |
| ---------------- | ---- | -------------------------------------------------------- | ----------------------------------------------------------------- | --- | ----------------------------------------------------- | ------------ |
| 7                | BW   | Datei hochladen                                          | Gartenpavillon (19. Jh.)                                          | G   | Chilchgasse 1c 644757 / 178479                        |              |
| 7                | BW   | Datei hochladen                                          | Ofen- und Waschhaus (19. Jh.)                                     | G   | Chilchgasse 1b 644765 / 178481                        |              |
| 7                | ja   | Datei hochladen · Wikidata zu Pfrundscheune (Q112932335) | Pfrundscheune (1734/35)                                           | G   | Chilchgasse 1a 644771 / 178505                        |              |
| 13               | BW   | Datei hochladen                                          | Brunnen mit Murmeltiergruppe (1954)                               | K   | Oberdorfstrasse N.N.5 644914 / 178595                 |              |
| 13               | BW   | Datei hochladen                                          | Brunnen mit Tierskulptur (1948)                                   | K   | Oberdorfstrasse N.N.1 645376 / 178287                 |              |
| 118              | BW   | Datei hochladen                                          | Geissengruppe (1972)                                              | K   | Hauptstrasse N.N. 645782 / 178340                     |              |
| 13               | BW   | Datei hochladen                                          | Brunnen mit Fischskulptur (1952)                                  | K   | Kirchbühl N.N. 644783 / 178563                        |              |
| 133              | BW   | Datei hochladen                                          | Schulhaus (1903)                                                  | G   | Schulhausstrasse 14 645368 / 178385                   |              |
| 268              | BW   | Datei hochladen                                          | Bauernhaus (frühes 17. Jh.)                                       | G   | Birgisgasse 1 644888 / 178607                         |              |
| 287              | BW   | Datei hochladen                                          | Produktionsstätte der Ed. Jobin AG (Ende 19. Jh.)                 | G   | Hauptstrasse 111 645444 / 178296                      |              |
| 323; 349         | BW   | Datei hochladen                                          | Ehemaliges Bauernhaus (17. Jh.)                                   | G   | Brunngasse 1, 7 644913 / 178470                       |              |
| 442              | BW   | Datei hochladen                                          | Wohnhaus (3. Viertel 19. Jh.)                                     | G   | Hauptstrasse 3, 3a 644656 / 178468                    |              |
| 681 ff.          | BW   | Datei hochladen                                          | Ehemaliges bäuerliches Wohnhaus (1748)                            | G   | Oberdorfstrasse 96 / Steinerstrasse 1 644753 / 178587 |              |
| 823              | BW   | Datei hochladen                                          | Ehemaliges bäuerliches Wohnhaus (19. Jh.)                         | G   | Oberdorfstrasse 99 644676 / 178558                    |              |
| 950 ff.          | BW   | Datei hochladen                                          | Ehemaliges kleinbäuerliches Wohnhaus (1851)                       | G   | Ländteweg 9 / Tunnelgässli 5 645690 / 178254          |              |
| 1088             | BW   | Datei hochladen                                          | Wohn- und Geschäftshaus (um 1900)                                 | G   | Hauptstrasse 59 645057 / 178373                       |              |
| 1325             | BW   | Datei hochladen                                          | Fussgängerbrücke (Ende 19. Jh.)                                   | G   | Giessbach N.N. 644479 / 176168                        |              |
| 1355             | BW   | Datei hochladen                                          | Ehemaliges Bauernhaus (1776)                                      | G   | Hauptstrasse 105 645357 / 178284                      |              |
| 1592             | BW   | Datei hochladen                                          | Ofenhaus (um 1800)                                                | G   | Oberdorfstrasse 80a 644866 / 178606                   |              |
| 1649             | BW   | Datei hochladen                                          | Ehemaliges bäuerliches Wohnhaus (17. Jh.)                         | G   | Brunngasse 15 644932 / 178495                         |              |
| 1664; 2490       | BW   | Datei hochladen                                          | Bauernhaus (1640)                                                 | G   | Hauptstrasse 13, 15 644858 / 178461                   |              |
| 1814; 2390; 2911 | BW   | Datei hochladen                                          | Ehemaliges Bauernhaus (1602)                                      | G   | Brunngasse 9, 11, 13 644923 / 178485                  |              |
| 1909             | BW   | Datei hochladen                                          | Speicher (1733)                                                   | G   | Oberdorfstrasse 64 644977 / 178559                    |              |
| 2069             | BW   | Datei hochladen                                          | Bauernhaus (17. Jh.)                                              | G   | Hauptstrasse 73 645170 / 178308                       |              |
| 2104             | BW   | Datei hochladen                                          | Bauernhaus (1576)                                                 | G   | Oberdorfstrasse 56, 58 645023 / 178524                |              |
| 2236; 2446       | BW   | Datei hochladen                                          | Bäuerliches Wohnhaus (1540)                                       | G   | Behämsgasse 5, 7 645096 / 178413                      |              |
| 2236             | BW   | Datei hochladen                                          | Speicher (um 18. Jh.)                                             | G   | Behämsgasse 7a 645102 / 178416                        |              |
| 2303             | BW   | Datei hochladen                                          | Bauernhaus (frühes 17. Jh.)                                       | G   | Oberdorfstrasse 78 644880 / 178600                    |              |
| 2368             | BW   | Datei hochladen                                          | Brunnen mit Knabenskulptur (1923)                                 | K   | Quai N.N.4 645109 / 178288                            |              |
| 2368             | BW   | Datei hochladen                                          | Fischreiherskulptur mit Brunnenanlage (Entstehungsjahr unbekannt) | K   | Quai N.N.5 644990 / 178400                            |              |
| 2452             | BW   | Datei hochladen                                          | Bauernhaus (1758)                                                 | G   | Hauptstrasse 69 645159 / 178312                       |              |
| 2669; 2670       | BW   | Datei hochladen                                          | Ehemaliges Bauernhaus (frühes 18. Jh.)                            | G   | Krummgasse 6, 8 645018 / 178444                       |              |
| 3392             | ja   | Datei hochladen · Wikidata zu Bahnhof Brienz (Q4967053)  | Bahnhof der ehemaligen Brünigbahn (1888)                          | G   | Hauptstrasse 148 645865 / 178368                      |              |